# Une corde pour te pendre
Pour plus de détails, voir Fiche technique et Distribution.
Une corde pour te pendre, titre alternatif Le Désert de la peur, (Along the Great Divide) est un film américain réalisé par Raoul Walsh, sorti en 1951.

## Synopsis
Le marshal Merrick (K. Douglas) et ses assistants (R. Teal & J. Agar) empêchent la pendaison sans procès d'un suspect, Keith (Walter Brennan), pour le meurtre du fils d'un rancher, Roden (M. Ankrum).
Merrick décide d'emmener Keith pour qu'il soit jugé. Le rancher et son autre fils (J. Anderson) décident de les suivre pour venger le mort.
Les officiers de justice passent chez Keith, où ils rencontrent sa fille (V. Mayo), avant de partir vers le juge le plus proche. Attaqués par la bande des Roden, ils décident de passer par le désert après avoir capturé le fils Roden.
Après les morts de ses assistants, Merrick arrive devant le juge. Les jurés prononcent la culpabilité de Keith et sa pendaison, mais Merrick découvre et dénonce le fils Roden comme l'assassin de son propre frère.

## Fiche technique
- Titre original : Along the Great Divide
- Titre français : Une corde pour te pendre
- Réalisation : Raoul Walsh
- Scénario : Walter Doniger et Lewis Meltzer d'après une histoire de Walter Doniger
- Direction artistique : Edward Carrere
- Décors : G.W. Berntsen
- Costumes : Marjorie Best
- Photographie : Sidney Hickox
- Son : Leslie G. Hewitt
- Montage : Thomas Reilly
- Musique : David Buttolph
- Production : Anthony Veiller
- Société de production : Warner Bros. Pictures
- Société de distribution : Warner Bros. Pictures
- Pays de production :  États-Unis
- Langue originale : anglais
- Format : Noir et blanc - 35 mm - 1,37:1 - Son : Mono (RCA Sound System)
- Genre : Western
- Durée : 88 minutes
- Dates de sortie : 
  - États-Unis : 16 mai 1951 (première à New York), 2 juin 1951
  - France : 4 juillet 1952
- Affiche : Macario Gómez Quibus (Espagne)

## Distribution
- Kirk Douglas (VF : Roger Rudel) : Shérif Len Merrick
- Virginia Mayo (VF : Claire Guibert) : Ann Keith
- John Agar (VF : Marc Cassot) : Billy Shear
- Walter Brennan (VF : Paul Villé) : Timothy « Pop » Keith
- Ray Teal (VF : Serge Sauvion) : Lou Gray
- Hugh Sanders (VF : Jacques Deschamps) : Frank Newcombe
- Morris Ankrum (VF : Gérard Férat) : Ed Roden
- James Anderson : Dan Roden
- Charles Meredith (VF : Claude Péran) : Le juge Marlowe
- Lane Chandler : Le shérif
- Carl Harbaugh (VF : Jean Berton) : Bill Jerome (non crédité)

## Autour du film
- C'est le premier western de Kirk Douglas[1].